# Puig Escampador
El Puig Escampador és una muntanya de 474 metres que es troba al municipi d'Olesa de Bonesvalls, a la comarca de l'Alt Penedès.